# Eduardo Berizzo
Manuel Eduardo Berizzo Magnolo (Cruz Alta, 13 november 1969) is een Argentijns voetbaltrainer en voormalig profvoetballer.

## Spelerscarrière
Berizzo begon zijn spelerscarrière bij Newell's Old Boys. In 1993 trok hij naar het Mexicaanse Atlas. Drie jaar later tekende hij bij River Plate. In 1999 trok de Argentijn naar het Franse Olympique Marseille, dat hem een jaar later uitleende aan zijn ex-club River Plate. In 2001 sloot hij zich aan bij Celta de Vigo, waarvoor hij 101 competitieduels speelde. Tijdens het seizoen 2005/06 sloot Berizzo zijn carrière af bij Cádiz.

## Interlandcarrière
Berizzo kwam in totaal dertien keer (geen doelpunten) uit voor de nationale ploeg van Argentinië in de periode 1996–2000. Onder leiding van bondscoach Daniel Passarella maakte hij zijn debuut op 9 oktober 1996 in de WK-kwalificatiewedstrijd in en tegen Venezuela (2-5). Hij nam met zijn vaderland deel aan de strijd om de Copa América 1997 in Bolivia, waar hij in kwartfinale tegen Peru, gespeeld op 21 juni, met twee keer geel van het veld werd gestuurd door scheidsrechter Byron Moreno uit Ecuador. Ook Marcelo Gallardo en Gustavo Zapata moesten na twee waarschuwingen inrukken. Argentinië verloor het duel met 2-1 en was daardoor voortijdig uitgeschakeld.
| Interlands van Eduardo Berizzo voor Argentinië | Interlands van Eduardo Berizzo voor Argentinië | Interlands van Eduardo Berizzo voor Argentinië | Interlands van Eduardo Berizzo voor Argentinië | Interlands van Eduardo Berizzo voor Argentinië | Interlands van Eduardo Berizzo voor Argentinië |
| №                                              | Datum                                          | Wedstrijd                                      | Uitslag                                        | Competitie                                     |                                                |
| ---------------------------------------------- | ---------------------------------------------- | ---------------------------------------------- | ---------------------------------------------- | ---------------------------------------------- | ---------------------------------------------- |
| 1                                              | 09.10.1996                                     | Venezuela – Argentinië                         | 2–5                                            | WK-kwalificatie                                |                                                |
| 2                                              | 15.12.1996                                     | Argentinië – Chili                             | 1–1                                            | WK-kwalificatie                                |                                                |
| 3                                              | 28.12.1996                                     | Argentinië – Joegoslavië                       | 2–3                                            | Oefeninterland                                 |                                                |
| 4                                              | 12.02.1997                                     | Colombia – Argentinië                          | 0–1                                            | WK-kwalificatie                                |                                                |
| 5                                              | 30.04.1997                                     | Argentinië – Ecuador                           | 2–1                                            | WK-kwalificatie                                |                                                |
| 6                                              | 21.06.1997                                     | Peru – Argentinië                              | 2–1                                            | Copa América                                   |                                                |
| 7                                              | 24.02.1998                                     | Argentinië – Joegoslavië                       | 3–1                                            | Oefeninterland                                 |                                                |
| 8                                              | 10.03.1998                                     | Argentinië – Bulgarije                         | 2–0                                            | Oefeninterland                                 |                                                |
| 9                                              | 04.02.1999                                     | Venezuela – Argentinië                         | 0–2                                            | Oefeninterland                                 |                                                |
| 10                                             | 10.02.1999                                     | Argentinië – Mexico                            | 1–0                                            | Oefeninterland                                 |                                                |
| 11                                             | 04.09.1999                                     | Argentinië – Brazilië                          | 2–0                                            | Oefeninterland                                 |                                                |
| 12                                             | 17.11.1999                                     | Spanje – Argentinië                            | 0–2                                            | Oefeninterland                                 |                                                |
| 13                                             | 15.11.2000                                     | Chili – Argentinië                             | 0–2                                            | WK-kwalificatie                                |                                                |

## Trainerscarrière
In 2007 werd Berizzo aangesteld als assistent-coach van Chili, als rechterhand van zijn landgenoot Marcelo Bielsa. In 2011 coachte hij kort het Argentijnse Estudiantes. In 2012 tekende hij bij het Chileense CD O'Higgins. In 2014 werd Berizzo voorgesteld als coach van Celta de Vigo. In zijn eerste seizoen eindigde hij met Celta achtste. Het seizoen erop eindigde Celta zesde, waardoor de club zich kwalificeerde voor de Europa League. Daarin nam Celta de Vigo het in de groepsfase op tegen Standard Luik, Panathinaikos en Ajax.
Celta de Vigo nam aan het einde van het seizoen 2016/17 na drie seizoenen afscheid van Berizzo. In de laatste jaargang onder zijn leiding eindigde de club op de dertiende plaats in de eindrangschikking en haalde hij de halve eindstrijd van de UEFA Europa League. Hij begon in juli 2017 bij Sevilla FC. Dat bracht op 22 november 2017 naar buiten dat artsen bij Berizzo prostaatkanker hadden gediagnosticeerd. Hij had een dag eerder, in de rust van het UEFA Champions League-duel tegen Liverpool FC, aan zijn spelers verteld dat hij ziek was. In de tweede helft kwam Sevilla terug van een 0-3 achterstand en werd het uiteindelijk 3-3. Op 22 december kreeg Berizzo zijn ontslag "vanwege de slechte resultaten" Sevilla had in de laatste vier wedstrijden (alle competities) geen enkele zege behaald. De Zuid-Spaanse club verloor onder meer met 5-0 van Real Madrid en met 3-1 van Real Sociedad. Sevilla bezette de vijfde plaats in de Primera División op het moment dat Berizzo op straat werd gezet. Hij werd opgevolgd door de Italiaan Vincenzo Montella.